# بی‌وای‌دی فلایر
بی‌وای‌دی فلایر (BYD Flyer) خودرویی است که در سال‌های ۲۰۰۱ تا ۲۰۰۸تولید شده‌است.
این خودرو در کلاس خودرو شهری قرار گرفته، طراحی آن موتور جلو، خودرو محور جلو بوده طول آن در حالت طبیعی ۳٬۶۰۵ میلیمتر (۱۴۱٫۹ اینچ)، عرض آن در حالت طبیعی ۱٬۴۶۸ میلیمتر (۵۷٫۸ اینچ) و ارتفاع آن در حالت طبیعی ۱٬۴۷۰ میلیمتر (۵۷٫۹ اینچ) و وزن آن در حالت طبیعی ۷۲۰ کیلوگرم (۱٬۵۸۷ پوند) است. سیستم جعبه‌دندهٔ آن ۴ دنده به دو صورت خودکار و دستی است.

## نگارخانه

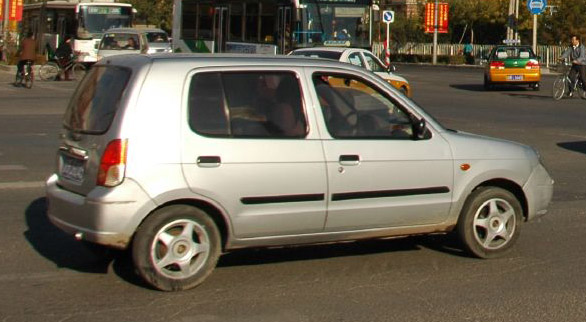
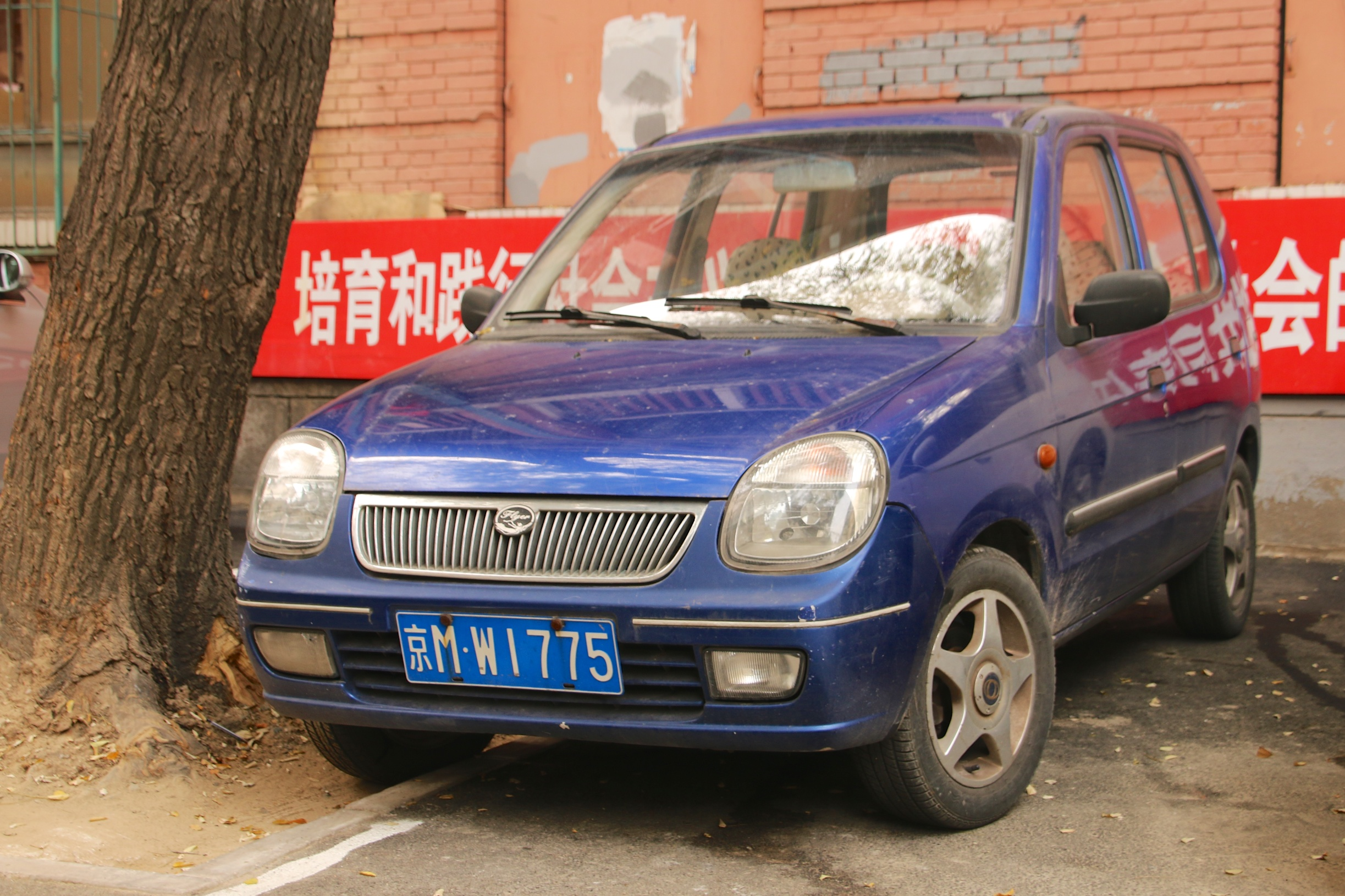